# Casa del Colonnato Tuscanico

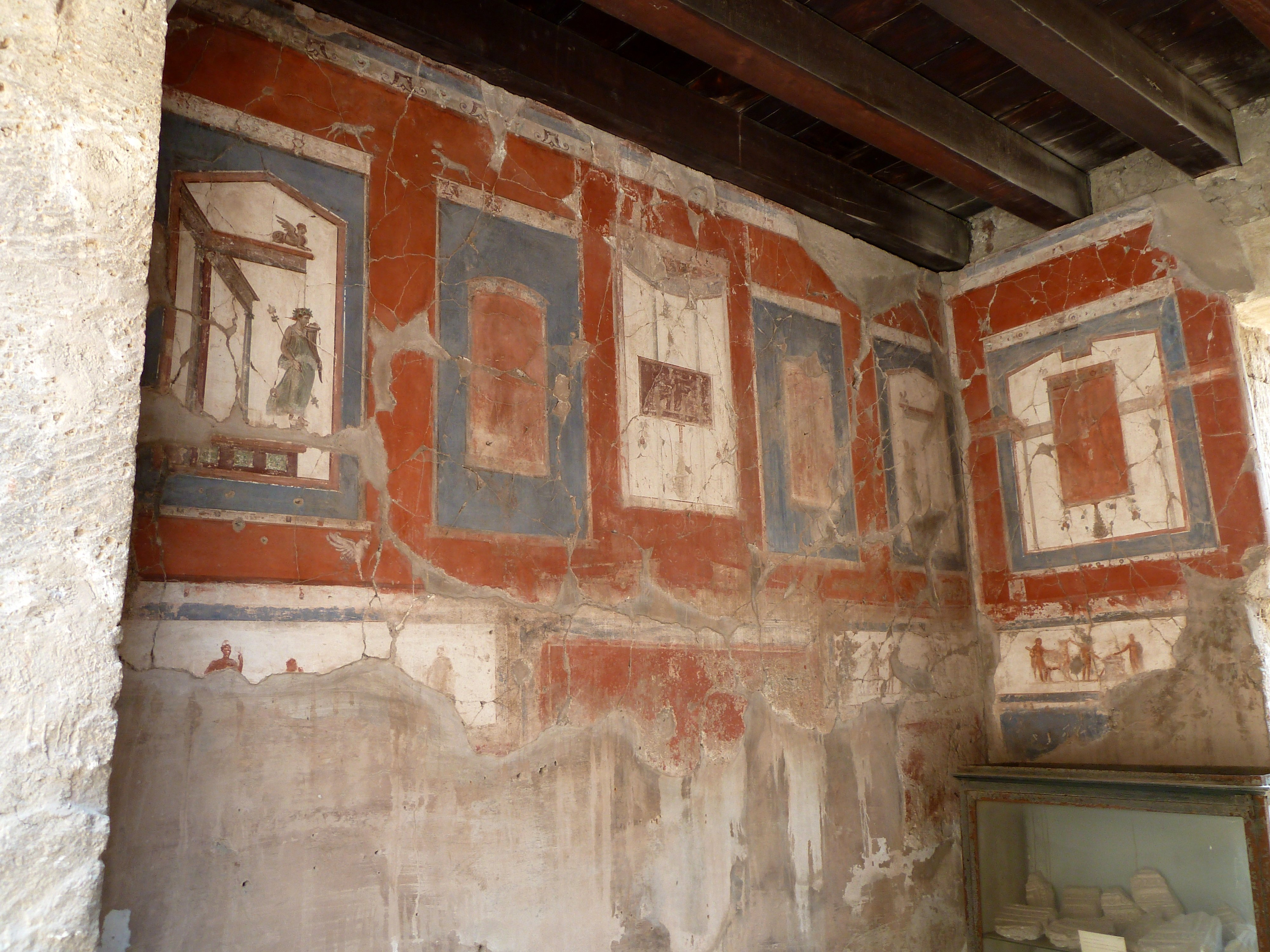
Wandmalereien im Laden

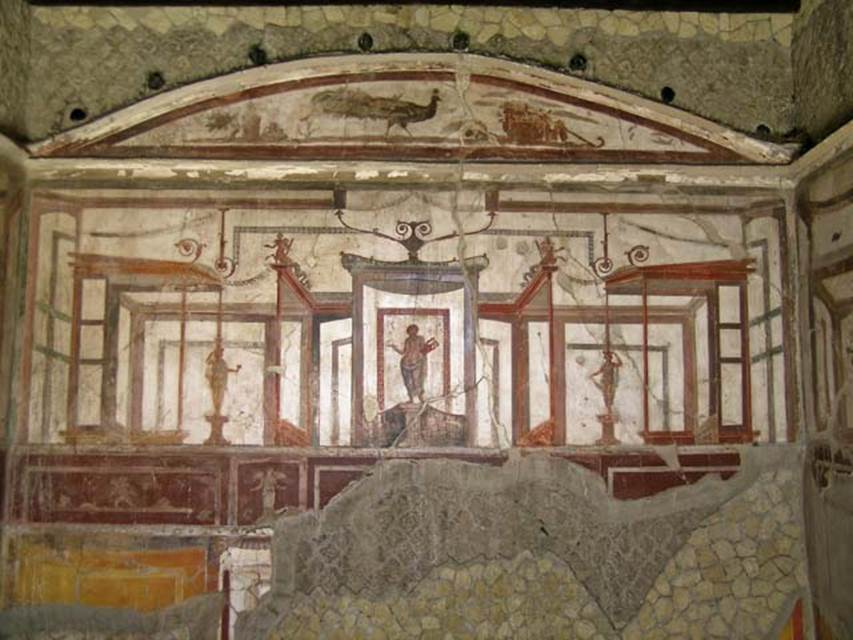
Wandmalereien im Triclinium

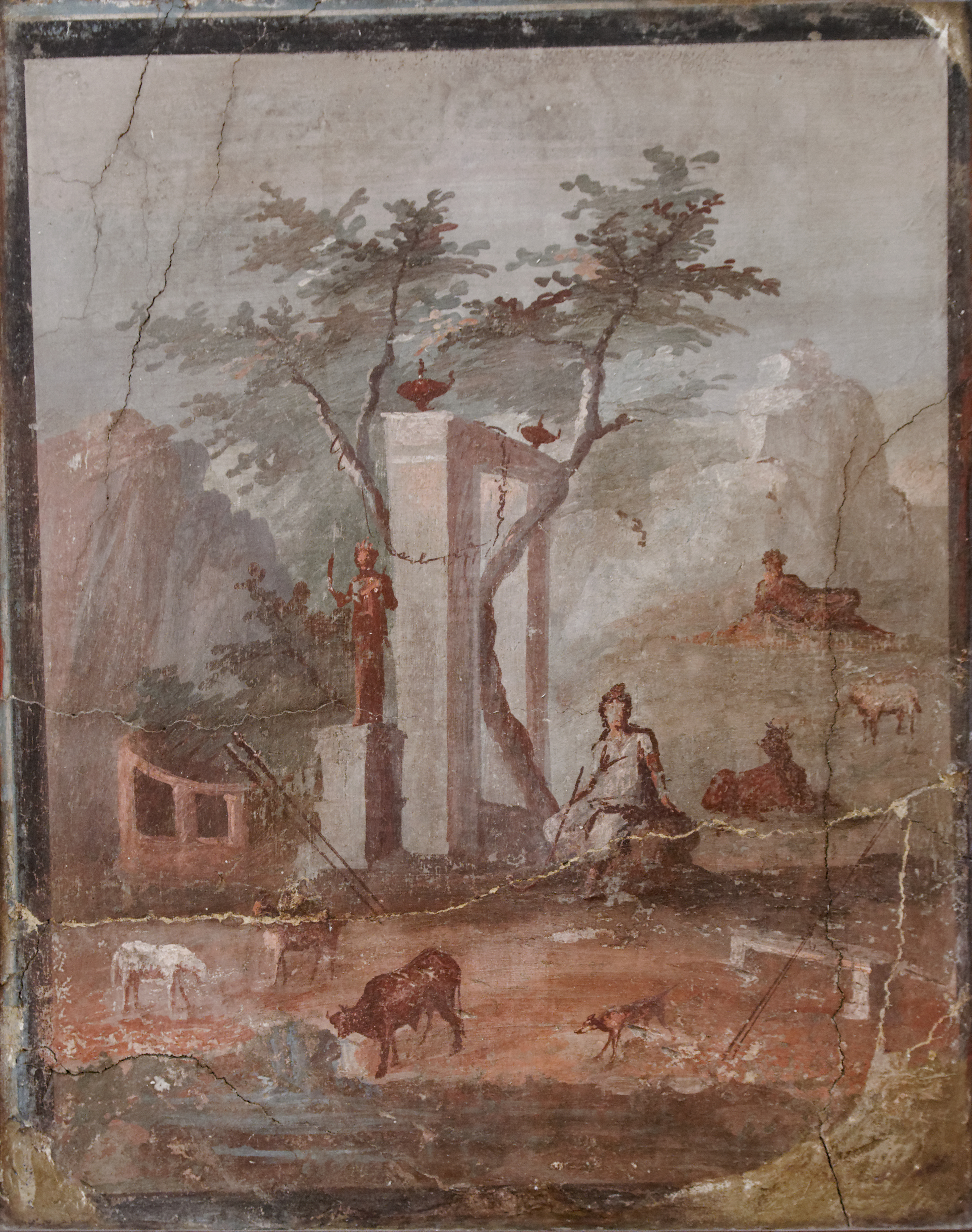
Landschaftsbild, das 1748 gefunden und nach Neapel gebracht wurde

Die Casa del Colonnato Tuscanico (das Haus mit der toskanischen Kolonnade) befindet sich in Herculaneum (Insula VI, 17, 16. 26–27) und enthält eine Reihe gut erhaltener Wandmalereien. Das Haus wurde schon im 18. Jahrhundert zum Teil angegraben und dann von 1959 bis 1961 unter der Leitung von Amedeo Maiuri freigelegt. Es fällt durch seinen ungewöhnlichen Grundriss auf: Es kann von zwei Straßen her betreten werden und bildet dadurch eine Art Winkel. Zwei ältere Häuser sind hier zusammengelegt worden. Der Bau fand sich in einem schlechten Erhaltungszustand. Dies lag einerseits daran, dass beim Vulkanausbruch die vom Vulkan ausgelöste Schlammmasse das Haus traf und die Trümmer zweier großer, nebenan liegender Bauten auf das Haus schwemmte. Andererseits haben die unsystematischen Grabungen des 18. Jahrhunderts, die damals Tunnels in die zu Stein erstarrte Lava gruben, viel Schaden angerichtet. Die Wandmalereien im Haus sind zum Teil stark beschädigt und es ist im Einzelfall unsicher, ob dies beim Vulkanausbruch oder bei den unsystematischen Grabungen im 18. Jahrhundert geschah.
In seinem Eingang im Osten befinden sich Läden. Der große Raum zeigt gut erhaltene Malereien im 3. Stil. Dahinter befindet sich das Atrium. Westlich davon folgt das Tablinum mit Wandmalereien, die in der gut erhaltenen Oberzone leichte Architekturen auf hellem Grund zeigen. Hinter diesem Raum gibt es eine Treppe zum Obergeschoss und einen Korridor, der zum Peristyl des Hauses führt. Dieser ist mit 5 × 5 Säulenreihen in Toskanischer Ordnung ausgestattet, die dem Haus seinen modernen Namen gab, wobei die Ostseite sogar 6 Säulen in unregelmäßigem Abstand aufweist. Weitere Räume befinden sich nördlich davon und öffnen sich zu einer anderen Straße hin. Östlich des Peristyls befindet sich das Triclinium, das auch gut erhaltene Wandmalereien aufweist. Vor allem die Oberzone zeigt fantastische Architekturen auf hellem Grund.